# SoundCloud
SoundCloud是一個总部位于德国柏林的線上音樂分发与分享平臺，允許人們合作、交流和分享原創音樂錄音。由亞歷山大·埃里恩和埃里克·華爾福斯于2007年创立，现已发展成为最大的音乐流媒体服务商之一，每月服务全球的用户超过1.75亿。截止2018年5月，已拥有1.75億注册用户。

## 歷史
SoundCloud最初建立于瑞典的斯德哥爾摩，2007年8月，由編曲家亞歷山大·埃里恩和藝術家埃里克·華爾福斯于德國柏林正式成立。它的原旨是想讓音樂家們能自由交流各自的錄音，但不久它就徹底轉變成了一個同時也能推廣音樂家曲目的公開平臺。在架設後的幾個月裡，SoundCloud開始挑戰MySpace的優勢。
2009年，在接受《連線》雜誌的採訪中，創始人之一亞歷山大·埃里恩說道：

“我們都因為音樂聯繫在一起，所以我們對和人們在音樂上合作感到真的非常、非常惱火——我指那些簡單的合作：僅僅私下裡把作品給別人，從他們得到一些反饋，并就這段音樂談論幾句。同樣的情況下我們可以用Flickr分享照片，還有Vimeo分享影片，但我們沒有屬於音樂的交流平台。”

2009年4月，道提韩森科技创投公司给予SoundCloud250万欧元的A系列资金。2010年5月，SoundCloud用户数达100万。2011年1月，SoundCloud已由联合广场风险指数投资公司筹集B轮融资。2011年6月15日，用户数达500万，阿什顿·库彻和盖·奥西瑞的顶级基金投资SoundCloud。2012年1月23日，SoundCloud注册用户数达到1000万，官方博客创建。2012年12月，新版页面正式上线，同时推出全站音乐列表播出及阅读掩盖波形的评论。
2014年3月，据报道SoundCloud就出现在平台上的版权受保护的材料的许可证，与各大唱片公司谈判，力求避免出现Google和YouTube被迫处理大量删除通知的情况。5月，SoundCloud电邮通知注册用户旧版入口关闭。
2024年5月，為了宣傳Billie Eilish的新專輯，網站顏色改為藍色。

## 特色
- SoundCloud的主要特色是可以让艺术家们，将他们的音乐以鲜明的网址上传。声音文件语序嵌入到任意网站，与Twitter和Facebook的结合，能更容易接近听众，与只能在本站使用音乐恰恰相反[3]。

- 注册用户可自由听取内容，下载100首歌曲。SoundCloud允许音乐人用户上传120分钟的个人资料音频。所有这些功能面向所有注册用户[7]。

- 12小时内平均每分钟都有音频被上传，有一半的内容被分成小众音乐家和主流超级巨星[8]。

- 网站提供挂件和APP[1]，用户仅需将挂件放到个人网站或博客中，每上传一条音频，SoundCloud就会自动发推[3]。SoundCloud的API语序其他APP或智能手机上传或下载音乐和声音文件[3]。

- 该API已集成到多个APP，最著名的有数字音频工作站GarageBand、Logic Pro和Studio One[9]。API也集成于SoundYouNeed等音乐搜寻器中。用户可通过創作共用授權下载音乐。

- SoundCloud会描绘音轨的波形，用户可就音轨的特定部分评论。当聆听被标注的部分时，评论就会显示。其他标准功能包括转发、播放列表、追踪和免费数字下载[10]。

- 用户了创建或加入群组，在共享空间中收集和分享内容。

- 上传的歌曲中，半数在前30分钟标房，90%的音轨至少会有一位用户播放[11]。

## 商业模式

### 付費訂閱功能
SoundCloud会向用户提供付费订阅。若用户希望上传2个小时的内容，可一年交38美元延长至4个小时，130美元一年则能无限上传。这样用户可以有更多的主机空间，向更多群组和用户，分发曲目或唱片、创建唱片集和彻底地跟踪统计每个音轨。用户订阅特定套餐，还能其他统计数据，包括每首歌每位听众和原产国的单独播放的数目。

## 應用程式
SoundCloud的App已在iOS和Android平台发行。

## 文化影响

### 音乐行业
SoundCloud作为一个在线平台，最初进入音乐流媒体行业是为了让艺术家们分享和推广他们的音乐。艺术家们可以在没有唱片公司或发行商的情况下发布音乐。SoundCloud用户既是听众也是艺术家，大家一起使用平台，创造一个以社区为中心的空间。用户可以评论、点赞和分享歌曲，这使平台能够像社交媒体网站而不是流媒体服务一样运作。
2018年，格莱美奖开始认可在SoundCloud上的艺术家。这一转变归功于平台及其艺术家的受欢迎程度。Chance the Rapper是一个打破行业模式的SoundCloud艺术家；他在SoundCloud上发布了他的首张混音带《10 Day》。在一次《名利场》采访中，Chance解释了他为何决定不签约大唱片公司，而觉得更适合无拘无束地分享他的音乐。

### SoundCloud rap
随着SoundCloud的发展，一个新的说唱子流派诞生了。像Lil Pump、XXXTentacion、Juice WRLD、Lil Uzi Vert、Playboi Carti、Trippie Redd、6ix9ine、Ski Mask the Slump God、Suicideboys 和Lil Peep这些说唱歌手和歌手的音乐生涯都起源于SoundCloud，并且此后已经登上了Billboard的排行榜。与主流不同，因为缺乏制作而变得更加粗糙和黑暗。SoundCloud说唱是一种低保真、旋律驱动、失真音效的音乐，其歌词通常注重重复而不是内容。
SoundCloud艺术家本身以夸张的外表著称，包括鲜艳的头发和面部纹身。SoundCloud艺术家斯莫克珀普在《滚石》的一篇文章中解释了他如何用非专业麦克风录制并上传他在平台上的第一首歌曲。SoundCloud的DIY特性使得数百万艺术家能够在没有录音室设备的情况下发布他们的作品。平台上的自由上传功能允许许多SoundCloud说唱歌手即兴发布或一次发布多首歌曲。例如，Lil Uzi Vert就经常不告诉任何人（除了保安和亲密朋友），而在SoundCloud上即兴发布歌曲。这些SoundCloud说唱歌手所创造的不完美声音促成了他们的日益受欢迎和新的说唱子流派的诞生。

## 接受度

### 认可
SoundCloud在2011年欧洲技术巡展颁奖晚宴上，荣获施罗德创新奖
。

### 批评
SoundCloud的不断增长和扩大，超出了最初定位于基层音乐家的范围，一些老用户抱怨，网站正失去对艺术家的忠实，企图吸引大众，或许将公开出售。这样的批评在2013年网站改版后尤为凸显，作出大量更适合听众的重新配置，声称要牺牲艺术家。首席执行官Ljung回应称他会将这些批评考虑在内，转变友好式听众可能会吸引众多新用户。
2014年7月3日，TorrentFreak报道，SoundCloud给予版权持有人充分和完全地（含不可逆的访问和管理员权限）提供付费内容的权利。他们的行为没有合理的解释、文档或质疑途径，是对不法行为争议的缺失，忽略了DMCA抵制公告。SoundCloud回应来自英国DJ布莱恩玆的投诉，称公司承认环球音乐无需监督可删除任何及所有的音轨 。

## 监管问题

### 中国大陆
2013年11月底，SoundCloud桌面网页版在中国大陆遭GFW封锁；2014年3月3日，其手机网页版及手机客户端在中国大陆完全被封锁。

### 土耳其
2014年1月24日，土耳其政府封鎖了SoundCloud網站的访问。一位名為“haramzadeler”（“ 混蛋在土耳其 ”）的用户上傳了7段記錄土耳其總理雷傑普·塔伊普·埃爾多安与前環境與城市規劃部長Erdoğan Bayraktar、當地政客、商人、埃爾多安的女兒和兒子等人間的私人談話錄音。这些錄音聯繫到土耳其2013年腐敗醜聞，談話内容涉及非法活動和商业受賄，主要是關於在保護文化遺產遺址伊茲密爾烏拉，建造豪華別墅建築許可證。
反对党共和人民黨向TBMM提交一项议会问题，问卷特别询问在没有合理情况或理由的情况下，封锁SoundCloud服务的原因。